# الكسندر بي. مونتجومري
الكسندر بي. مونتجومري (بالإنجليزية: Alexander B. Montgomery)‏ هو محامي وقاضي وسياسي أمريكي، ولد في 11 ديسمبر 1837 في مقاطعة هاردين في الولايات المتحدة، وتوفي في 27 ديسمبر 1910. حزبياً، نشط في الحزب الديمقراطي. وقد انتخب عضو مجلس النواب الأمريكي.